# Ópera de Graz
La Ópera de Graz (en alemán Opernhaus Graz) se erigió como un teatro de estilo neobarroco y está situado en el centro de la ciudad de Graz, en el llamado "anillo de óperas". Actualmente, el edificio funciona como un teatro de ópera y es un edificio independiente concluido en 1899, siguiendo los planos de los arquitectos vieneses Fellner y Helmer y de la Ópera Estatal de Viena, el segundo teatro de ópera más grande de Austria.
Posee casi 1 400 asientos diseñados en estilos barroco y rococó. En cuanto al estilo musical, es multi género, exhibiendo ballet, zarzuela y diversas actuaciones musicales, confrontando lo tradicional con lo contemporáneo.

## Historia
Luego de un año de construcción, la Ópera de Graz abrió sus puertas el 16 de septiembre de 1899 con la obra Guillermo Tell de Friedrich Schiller. Fue una obra de los arquitector Ferdinand Fellner y Herman Helmer, la dirección de la obra estuvo bajo supervisión de Franz Stärk y Heinrich Loetz, y el arquitecto ejecutante fue Ludwig Muhry. Su fecha de finalización estuvo dada por el 50.º aniversario del reinado del emperador Francisco José I de Austria.
La ciudad de Graz posee una amplia tradición en edificios de ópera, encontrando diversos lugares antes de la construcción de la Ópera de Graz en 1899. El primer teatro fue una granja en 1736. Las habitaciones más baratas fueron diseñadas para producción de obras de teatro y óperas contemporáneas. Debido a la reputación que obtuvieron, y como propuesta de la emperatriz María Teresa I de Austria en 1776 fue construido el «Teatro Landständisches» en la Plaza de la Libertad. Actualmente allí se encuentra el «Grazer Schauspielhaus» que reemplazó a su antecesor en 1823.

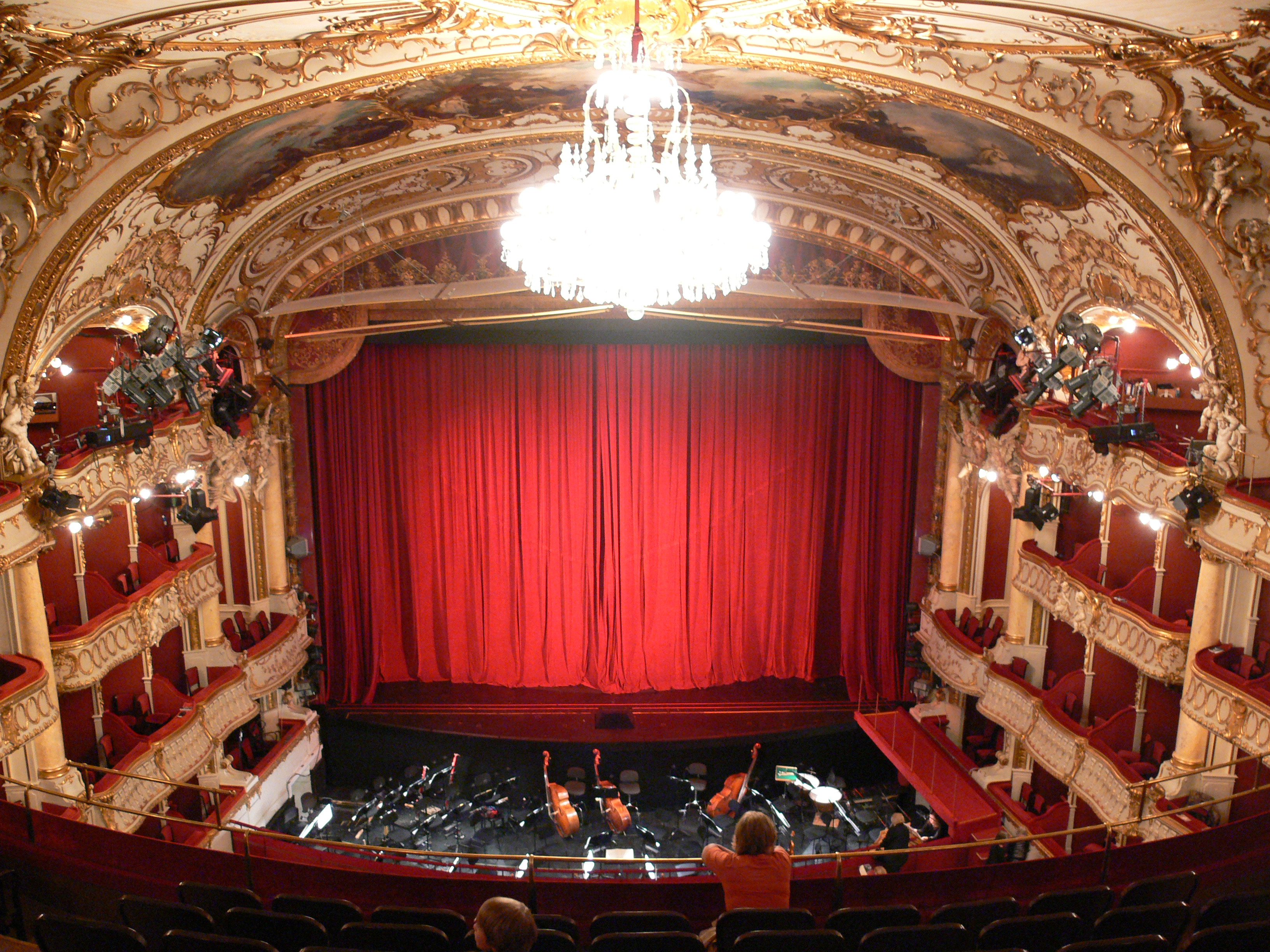
Auditorio principal de la Ópera de Graz.

En 1864 abriría las puertas su predecesor inmediato, llamado «Thalia am Stadtpark», un edificio que fue adaptado para la utilización de un espacio escénico para el teatro.
Pese a ello, los dos teatros no cumplían con las expectativas de la población local, ni de manera estructural ni técnica de la escena teatral de aquella época, por ello, el Consejo local en 1893 encarga a los arquitector Fellner y Helmer la creación de los primeros planos del proyecto. La nueva construcción de un edificio de teatro tomó la categoría de proyecto de prestigio en la política cultural municipal y su forma arquitectónica, debía reflejar la identidad de la ciudad de Graz. El modelo para el nuevo edificio fue el diseño de la Ópera Estatal de Viena.
Debido a los problemas financieros de la obra, los planes arquitectónicos de Fellner y Helmer no pudieron llevarse a cabo en la forma prevista. Contrariamente a la planificación original del edificio, no es una sala de conciertos junto a un teatro.

## Arquitectura
La Ópera de Graz es un amplio teatro con una zona estructurada. Se ubica entre la ciudad vieja y la ciudad nueva, con una alineación efectiva en todas las direcciones. El portal de la misma conecta con una pequeña pieza cuadrada hacia el anillo de las óperas, la parte posterior perteneciente al área del escenario, es adyacente a la Plaza Kaiser-Josef. Un elemento destacado es su cúpula, que recubre la zona de ingreso.
Contrariamente a los intereses de los partidarios nacionalistas alemanes, el edificio no se construyó en estilo del Renacimiento alemán con tintes góticos, sino que Fellner y Helmer buscaron en el historicismo un "barroco propio, un estilo austríaco genuino", que fue planeado y decidido con la ciudad de Graz en la reunión del Consejo en septiembre de 1897.

«Fue diseñado y ejecutado por los arquitectos Fellner y Helmer de Viena, en al estilo barroco de Fischer von Erlachs, tiene un largo de 81,50 metros y un ancho máximo de 48 metros, y tiene una superficie de 3 211 metros cuadrados».
Ludwig Muhry, arquitecto en jefe ejecutante.

La estructura está compuesta por tres partes, orientadas según su función: el vestíbulo, el auditorio y el teatro y sus espacios auxiliares. Destacando claramente el escenario en su arquitectura, por encima de otros segmentos, basado en disposiciones reglamentarias con una demarcada zona a prueba de incendios entre el escenario y el espacio del auditorio.
Correspondientemente con la zona interna, Feller y Helmer cubrieron con un techo al edificio correspondientemente por una cúpula octogonal, representativa al igual que el ingreso, pero mayor a este. Mientras que en el auditorio el techo tiene forma de cúpula y se encuentra junto a la torre del escenario transversalmente rectangular, con el techo abuhardillado en el punto más elevado del edificio, acentuando el área.

### La fachada

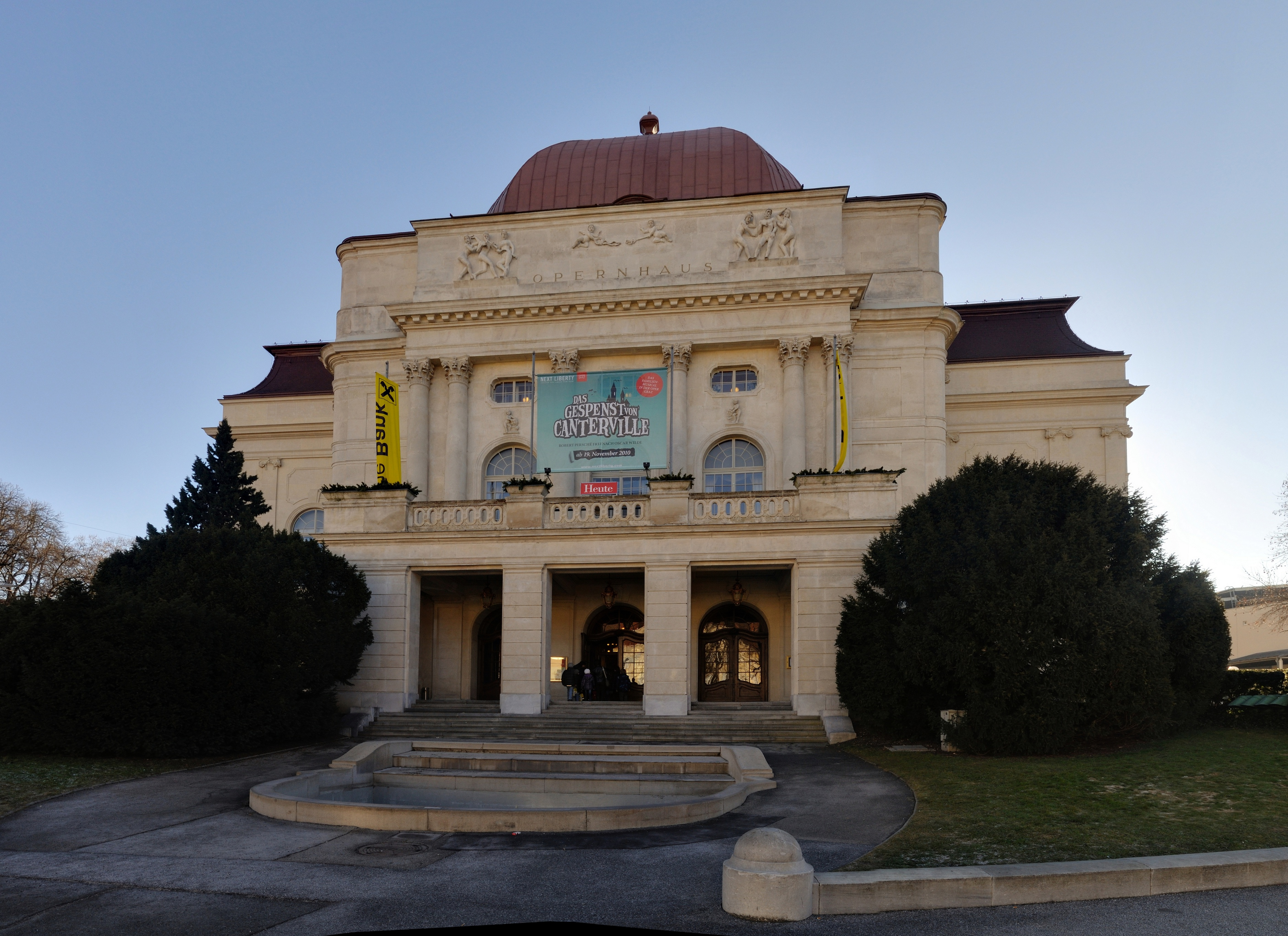
Fachada principal de la Ópera de Graz.

Las altas expectativas impuestas a la Ópera de Graz se expresan en la proyección central de dos pisos de la fachada principal de la misma, con un pórtico de apariencia clásico. Compuesto por seis pilares, comenzando por un frontón figurativamente embellecido, haciendo referencia a algún antiguo templo y un balcón en la entrada principal. En el arquitrabe, entre las columnas y el frontón se puede leer "Stadt-Theater" ("Teatro de la ciudad").
Fue destruido en 1944, durante la Segunda Guerra Mundial, por una bomba afectando el vestíbulo superior y el pórtico. Durante la reconstrucción, no se reconstrujo la arquitectura al estilo templo, siendo hasta el día de hoy tema de controversia. La asociación Denkmal Steiermark continúa realizando la restauración del pórtico.
Otras renovaciones se produjeron antes de la Segunda Guerra Mundial, redujendo la decoración escultórica de las fachadas exteriores. "El dolor" y "La risa", incluyendo la "Musa Ruhmverkündende" y también "Bacchantengruppe" de Ernst Hegenbarth que se proyectaban en la fachada principal del edificio tanto delantera como trasera.
Las paredes laterales del edificio son similares en su largo y están divididas simétricamente como también su altura. Dadas en pares a la izquierda y derecha del edificio, se asentúan con columnas y pilares destacándose en el piso sobre el suelo y el acabado de la sección superior por un frontón.
La estructura principal fue expuesta a cambios esporádicos, según un punto de vista de aplicación práctico. Así, en la década de 1980, la Ópera de Graz fue expandida. De acuerdo con los planos del arquitecto Günther Wawrik, quién ganó un concurso público, se construyó un puente de acero que conecta la ópera con el muelle del escenario.

### Interior y decoración

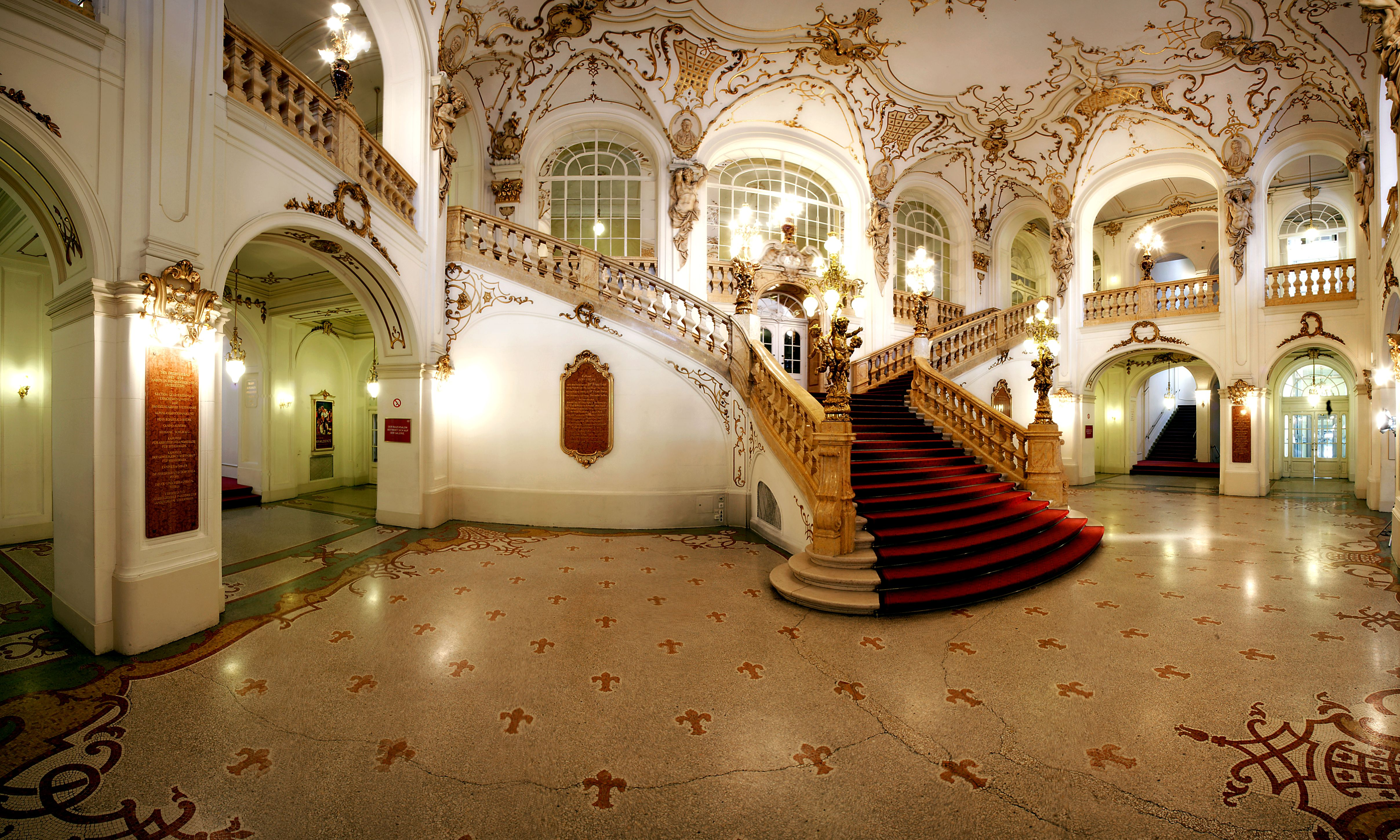
Hall de la escalera de la Ópera de Graz.

Tres entradas principales y dos laterales conducen al interior de la ópera. El magnífico hall de entrada está lleno de luz, con una escalera principal central y dos pasillos laterales separados. El pasillo de la escalera es el central, combinándose con las dos escaleras laterales diponiendo de un espacio grande.

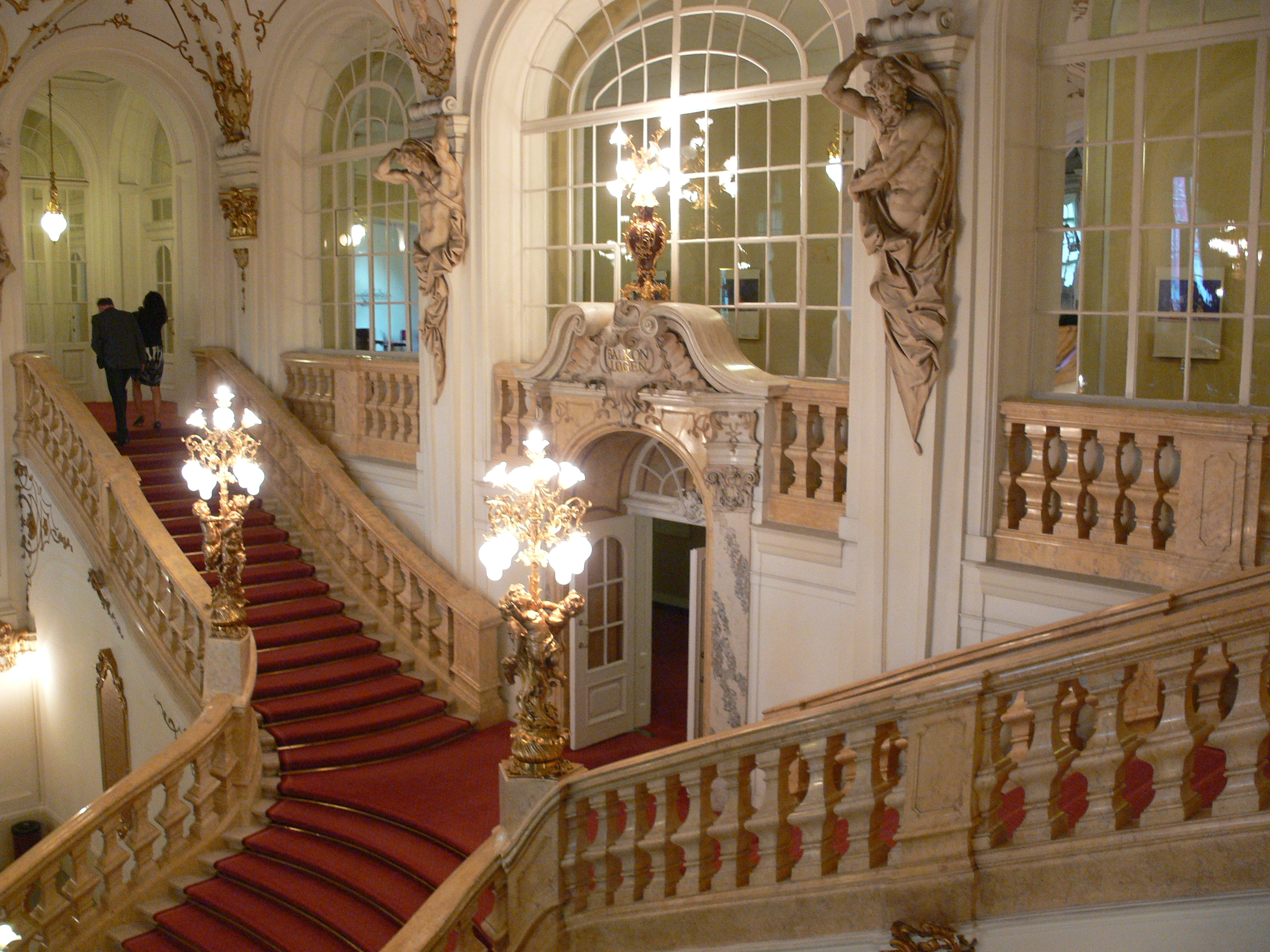
Escaleras de la ópera.

La escalera principal decorada comienza con una media expandiéndose y se divide en dos tramos de escaleras que conducen a las galerías que rodean la planta superior. Se ramifican a partir de ahí, con las puertas de los balcones. La utilización de una escalera central también puede encontrarse en la Ópera de Viena, la cual sirvió de modelo para la Ópera de Graz. Realzando el carácter de barroco festivo, representativo del interior del edificio a través de la decoración opulenta de la sala donde se encuentra la escalera, de mármol blanco con ornamentos de oro y candelabros de bronce, con esculturas en las balaustradas. Este tipo de diseño es típico de los arquitectos Fellner y Helmer, cuando se trataba de sitios con amplias expectativas.
El techo abovedado superficial cae oblicuamente hacia el escenario. Varios arcos transversales dividen la bóveda acentuándo así el auditorio en la zona frontal, el proscenio y el escenario principal.
En el auditorio hay espacio para aproximadamente 1 400 visitantes. En el centro, frente al escenario, se recrea un balcón de dos pisos, enmarcando los palcos. El modelo directo de este es el Teatro de la Comedia de Budapest de Fellner y Helmer. El balcón doble sube hacia una galería grande, extendiéndose lateralmente hacia el proscenio.